# إستر إيرل
إستر إيرل (بالإنجليزية: Esther Earl) هي مؤلفة أمريكية، ولدت في 3 أغسطس 1994 في بيفرلي في الولايات المتحدة، وتوفيت في 25 أغسطس 2010 في الولايات المتحدة بسبب سرطان الغدة الدرقية.